# Wichet de la Rose

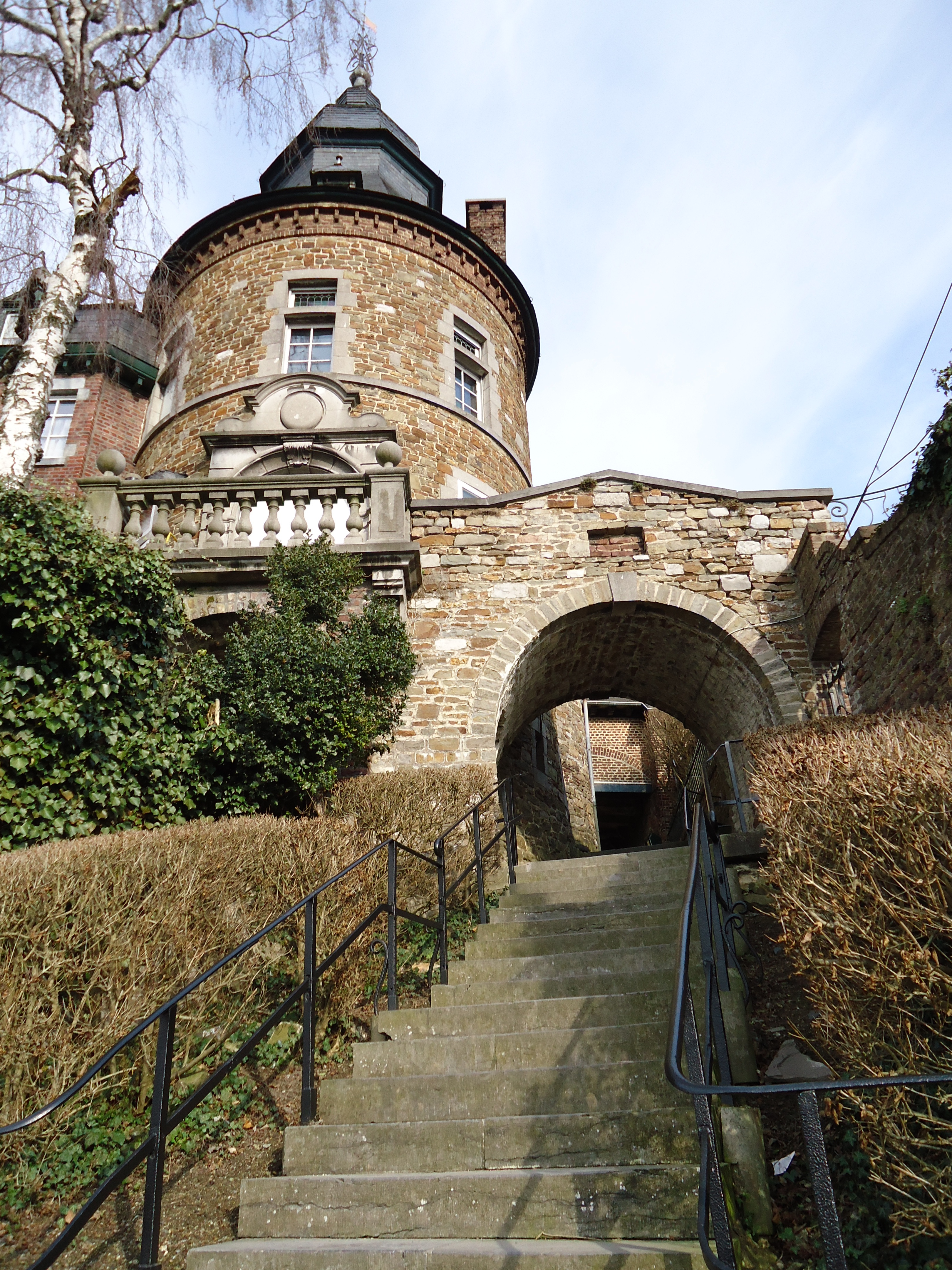
Wichet de la Rose

Het Wichet de la Rose is een poortgebouw en herenhuis in de Belgische plaats Dalhem, gelegen aan de Rue du Général Thys, nabij nummer 64.
Er was een poortje ('wichet'), met een trap die vanuit het kasteel toegang bood tot de benedenstad. Deze sluiproute zou in 1520 zijn aangelegd.
Later kwam naast het poortje een herenhuis, dat voornamelijk 18e- en 19e-eeuws is, en waar de in Dalhem geboren generaal Albert Thys (1849-1915) heeft gewoond, die in Belgisch Congo de spoorlijnen heeft doen aanleggen.